# Fiume crno – crveno Rijeka
Fiume crno – crveno Rijeka hrvatska je dokumentarna serija iz 2020. godine scenarista i redatelja Vanje Vinkovića. Snimljena je u produkciji Istra filma i HRT-a. Kroz šest nastavaka prikazuje riječku i hrvatsku povijest od 19. do 21. stoljeća, s naglaskom na totalitarne vlasti koji su obilježili dvadeseto stoljeće. Serija donosi svjedočanstva izravnih sudionika povijesnih zbivanja u Rijeci, kao i interpretacije povijesnih događanja iz perspektive hrvatskih, talijanskih, austrijskih i engleskih istraživača različitih društvenih područja. Dva nastavka premijerno su bila prikazana na 4. History Film Festivalu 2020. u Rijeci. Serija je emitirana na Hrvatskoj radioteleviziji 2021. godine.

## Sadržaj
Mediteransko sunce srednjoeuropskog grada
Prvi nastavak opisuje ubrzani gospodarski napredak Rijeke za vrijeme habsburške uprave tijekom 19. stoljeća. Govori o geopoltičkim utjecajima u drugoj polovini 19. stoljeća i nastanku različitih etničkih identiteta i nacionalizama, te jačanju riječke autonomaške samobitnosti čije korijene pronalazi u srednjovjekovnom patricijskom poretku.
Prvi Vođa – lučonoša diktatora
U drugom nastavku serija govori o totalitarizmu kao političkom pojmu dvadesetog stoljeća i njegovom simboličnom začetniku Gabrieleu D'Annunziju. Opisuje njegov pompozni pohod na Rijeku 1919., koji je potakno i financirao dio talijanskih nacionalističkih vojnih i političkih krugova, dok ga je riječko protalijansko izaslanstvo pozvalo da zauzme grad.
Pobjednička štafeta zločinačke vlasti
U trećem nastavku opisuje se Rijeka u vrijeme fašizma, Drugoga svjetskog rata i dolaska jugoslavenske komunističke vlasti, ratne i poratne strahote i izmjena totalitarizama, te sukob riječkih autonomaša s komunistima.
Jugoslavensko vježbanje komunističkog života
U četvrtom nastavku opisuje se veliko »pražnjenje« Rijeke od njenih stanovnika, što je tijekom trideset godina trajno izmijenilo povijesnu i kulturološku narav habsburške Rijeke. Opisuje i ubrzano urušavanje jugoslavenskog socijalističkog sustava tijekom sedamdesetih godina, te pojavu potkulturne glazbene i novinarske skupine mladih.
Riječko krepat, ma ne molat
Peti nastavak opisuje Rijeku, koja je uspjela izbjeći razaranje u Domovinskom ratu, te brojne Riječane koji su na svim bojišnicama branili i oslobađali hrvatsku državu.
Demoni totalitarizma virtualnog globalizma
Šesti i posljednji nastavak opisuje suvremenu Rijeku obilježenu društvenim i gospodarskim propadanjem i udaljavanjem od suvremenih tehnologija 21. stoljeća. Također govori o »opasnosti« primjene umjetne inteligencije u državama koje spajaju jednopartijski i korporativni sustav, koji prema navodima u serijalu »nadzire i planski usmjerava život svakog čovjeka, što može dovesti do globalnog 'matrixovskog' totalitarnog poretka u kojemu je čovjek sveden na depersonaliziranu radnu jedinicu«.

## Vanjske poveznice
Mrežna mjesta
- Fiume crno - crveno Rijeka, serija u videoteci HRT-a
- F.C.C.R. Fiume crno - crveno Rijeka, filmfreeway.com